# هان جون
هان جون (بالصينية: 韩俊) هي دراجة صينية، ولدت في 9 فبراير 1990.

## وصلات خارجية
- هان جون على موقع أرشيف الدراجات (الإنجليزية)